# Festivalul Sopot
Festivalul Sopot este un concurs internațional de muzică comparat adeseori cu Eurovision. Este organizat anual de televiziunea națională poloneză. Acesta a fost cel mai mare festival de muzică din Polonia împreună cu Festivalul Național de Cântece Poloneze din Opole, și unul dintre cele mai mari competiții anuale de cântece din Europa. Concursul a fost transmis in direct de televiziunea de stat poloneză între 1994 și 2004. Mai târziu, concertul a fost difuzat de postul privat mass-media TVN. În 2012, concert a fost difuzat de Polsat.

## Istorie
Primul festival Sopot a fost inițiat și organizat în 1961 de Wladyslaw Szpilman, asistat de Szymon Zakrzewski de la Polish Artists Management (PAGART). primele trei ediții au avut loc în șantierul naval Gdansk (1961-1963), după care festivalul s-a mutat la Forest Opera (Opera Lesna). Premiul principal a fost Amber Nightingale, de cele mai multe ori.

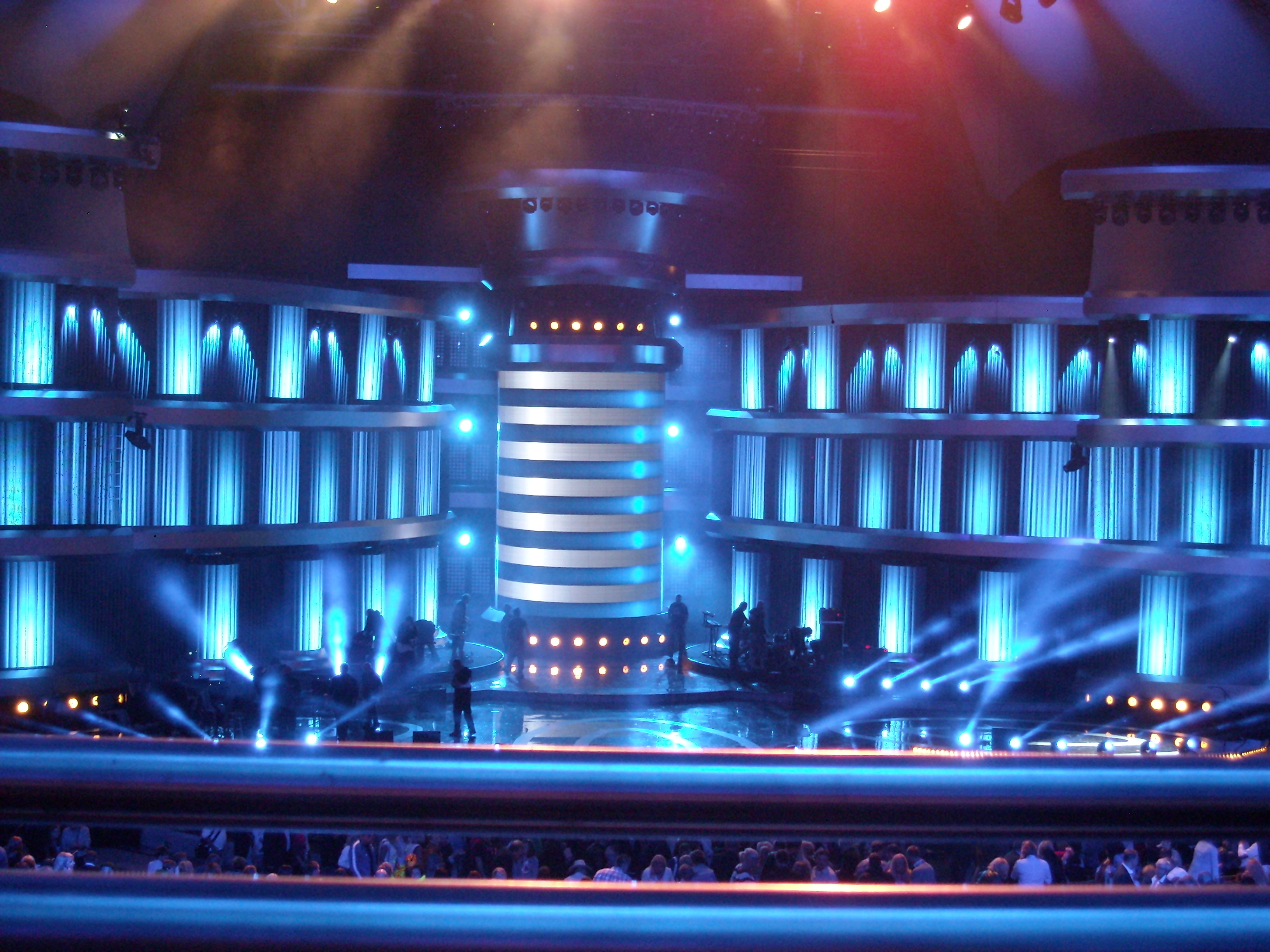
Scena Sopot Top of the Top Festival

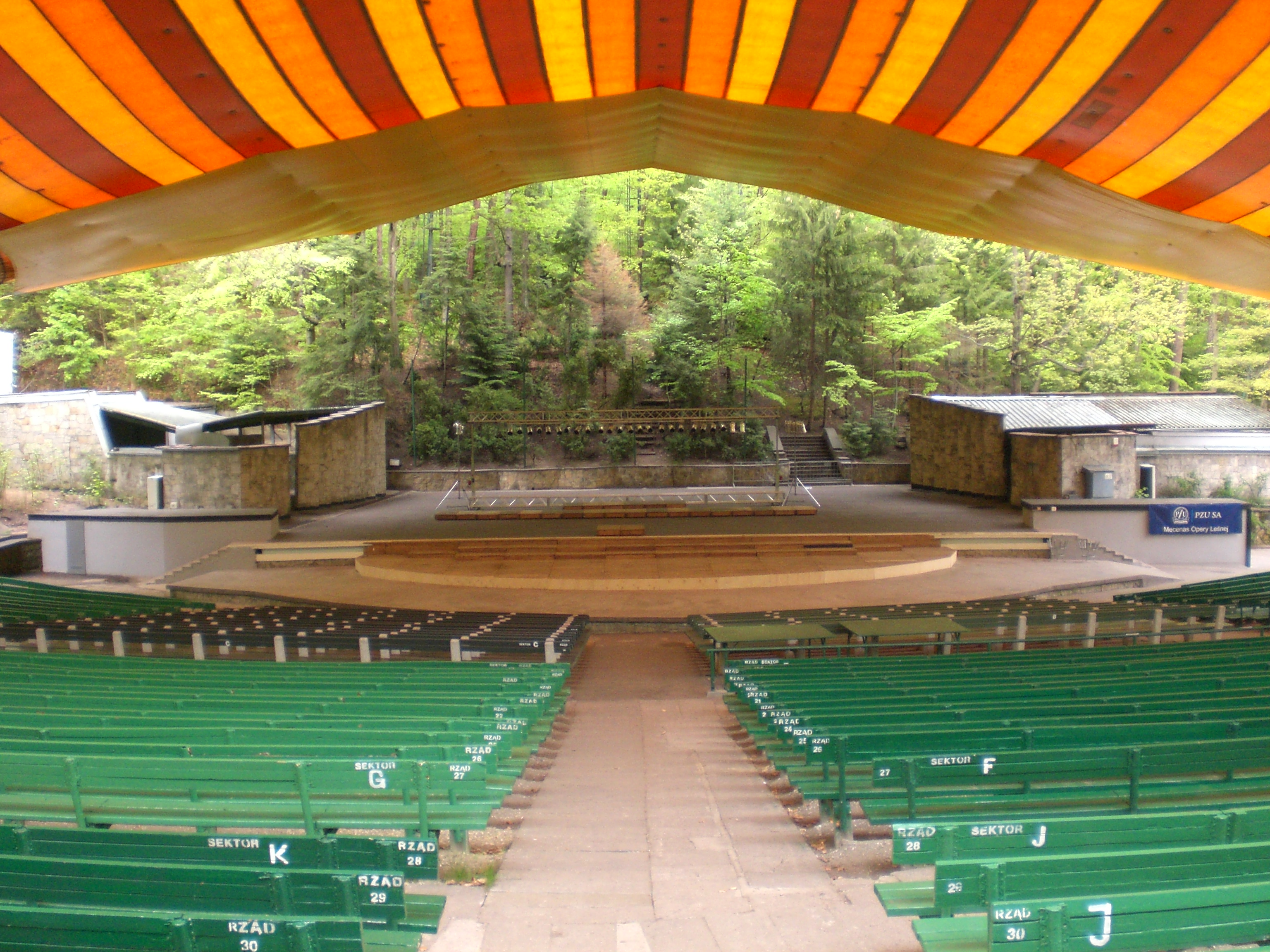
Scena Opera Leśna

Între 1977 și 1980 a fost înlocuit de către Song Contest Intervision, care a avut loc în Sopot. Spre deosebire de Eurovision, Festivalul Internațional de Muzică Sopot a schimbat de multe ori formulele sale pentru a alege un câștigător și a oferit mai multe concursuri diferite pentru participanții săi. De exemplu, la al 4-lea Song Festival Intervision (a avut loc la Sopot în August 20–23, 1980), două concursuri au fost eficiente: unul pentru artiștii care reprezintă companiile de televiziune, altul pentru cei care reprezintă companiile de înregistrări. În primul, juriul a apreciat meritele artistice ale cântecelor care au intrat, în timp ce în al doilea, aceasta a judecat interpretarea artiștilor interpreți sau executanți." Festivalul a fost întotdeauna deschis pentru acte non-europene, și țări precum Cuba, Republica Dominicană, Mongolia, Noua Zeelandă, Nigeria, Peru, Africa de Sud și multe altele au fost reprezentate la acest eveniment.
Concursul a pierdut popularitatea în Polonia și în străinătate, în anii 1980, în scădere în continuare în anii 1990, și organizațiile mai degrabă neconvingătoare de TVP au convins autoritățile din Sopot să difuzeez Sopot Festival International Song din 2005 pe post privat de televiziune, TVN.
Începând cu anul 1999, nu a existat nici un concurs. TVP au ales în schimb invitați bine-cunoscuți, oferind artiști precum Whitney Houston sau The Corrs. În 2005, TVN a fost de așteptat să aducă competiția înapoi. În 2006, TVN l-a avut ca invitat pe Elton John. Festivalul International de Muzică Sopot este de obicei considerat mai mare decât Benidorm Festivalul International de Muzică, din cauza capacității sale de a atrage artiști interpreți renumiți.

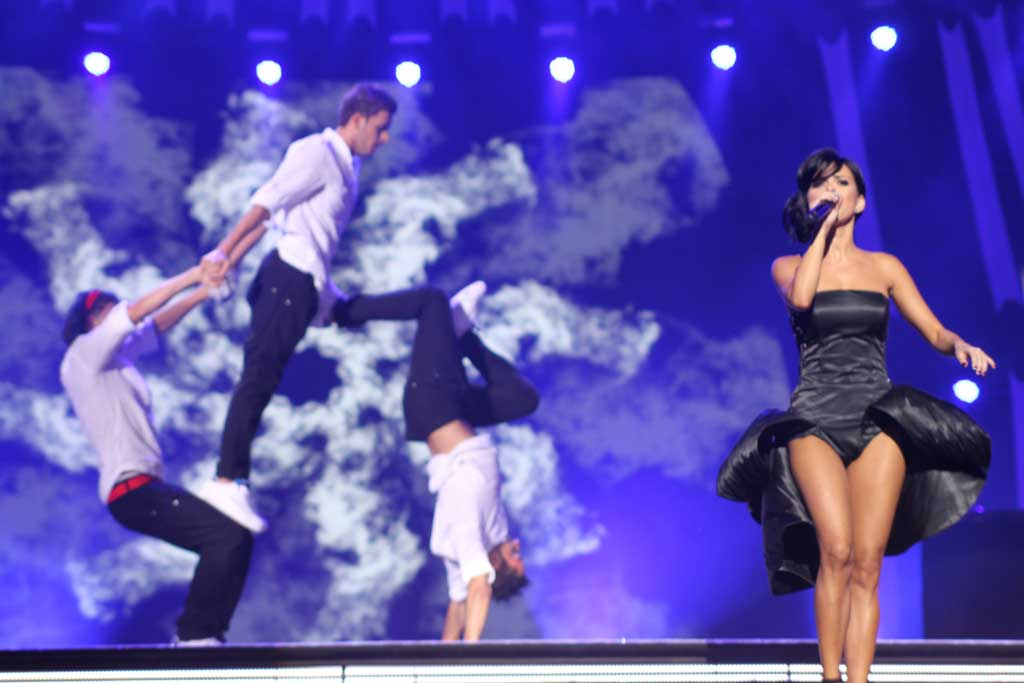
Inna la festivalului din 2009

Festivalul oferă, de asemenea, posibilitatea de a asculta la nume internaționale. În trecut, s-au prezentat Charles Aznavour, Boney M, Johnny Cash, și, mai recent: Chuck Berry, Vanessa Mae, Annie Lennox, Vaya Con Dios, Chris Rea, Tanita Tikaram, La Toya Jackson, Whitney Houston, Kajagoogoo , și Goran Bregovic.

## Câștigătorii în funție de an
Această listă include doar câștigători ai celor mai prestigioase concursuri din cadrul Festivalului de Muzică Sopot. Grand Prix de disque a fost cel mai prestigios premiu între 1974 și 1976. The Intervision Contest a fost retrogradat la o importanță secundară, dar a continuat până în 1979. Festivalul a dat, de asemenea, premii pentru Best Interpretation în anii '60, Amber Nightingdale în '80 și '90 și Winner Of The Polish Day on și off de la 1960 la 1980.
1961-1973 - Price for the Masterpiece
- 1961 -  Elveția - Jo Rolland - "Nous Deux"
- 1962 -  Grecia - Jeanne Yovanna - "Ti Krima"
- 1963 -  USSR - Tamara Miansarova - "Pust vsiegda budiet solnce" (ex-aequo),  Franța - Simone Langlois - "Toi et ton sourire" ( ex-aequo )
- 1964 -  Grecia - Nadia Constantinoupoulou - "Je te remercie mon coeur"
- 1965 -  Canada - Monique Leyrac - "Mon pays"
- 1966 -  Statele Unite ale Americii - Lana Cantrell - "I'm all smiles"
- 1967 -  Polonia - Dana Lerska - "Po prostu jestem"
- 1968 -  Polonia - Urszula Sipińska - "Po ten kwiat czerwony"
- 1969 -  Elveția - Henri Dès - "Maria Consuella"
- 1970 -  Canada - Robert Charlebois - "Ordinaire"
- 1971 -  Regatul Unit - Samantha Jones - "He Moves Me"
- 1972 -  USSR - Lev Leschchenko - "Ja ne byl z nim znakom" (ex-aequo),  Polonia - Andrzej Dąbrowski - "Do zakochania jeden krok" (ex-aequo)
- 1973 -  Regatul Unit - Tony Craig - "Can You Feel It" and "I Think Of You Baby"[4]

1974-1976 - Grand Prix de disque
- 1974 -  Finlanda - Marion Rung
- 1975 -  Regatul Unit - Glen Weston
- 1976 -  USSR - Irina Ponarovskaya[4]

1977-1980 - Intervision Song Contest
- 1977 -  Czechoslovakia - Helena Vondráčková - "Malovaný džbánku"
- 1978 -  USSR - Alla Pugacheva  - "Vsyo mogut koroli"
- 1979 -  Polonia - Czesław Niemen - "Nim przyjdzie wiosna"
- 1980 -  Finlanda - Marion Rung - "Hyvästi yö"[5]

- 1981 - no festival
- 1982 - no festival
- 1983 - no festival[4]

1984-1987 Sopot Music Festival Grand Prix
- 1984 -  Polonia - Krystyna Giżowska - "Blue Box"
- 1985 -  Suedia - Herreys - "Summer Party"
- 1986 -  Statele Unite ale Americii - Mara Getz - "Hero Of My Heart"
- 1987 -  Germania - Double Take - "Rockola"[4]

1988-1990 - Golden Disc
- 1988 -  Statele Unite ale Americii - Kenny James - "The Magic In You"
- 1989 -  Norvegia - Dance with a Stranger
- 1990 -  Polonia - Lora Szafran - "Zły chłopak" și "Trust Me At Once"[4]

1991-1993 Sopot Music Festival Grand Prix
- 1991 -  Letonia - New Moon
- 1992 -  Austria - Mark Andrews
- 1993 -  Lituania - Arina - "Rain Is Coming Down"[4]

1994-2004 - Sopot Music Festival Grand Prix (cu TVP)
- 1994 -  Polonia - Varius Manx - "Zanim zrozumiesz"
- 1995 -  Polonia - Kasia Kowalska - "Jak rzecz" and "A to co mam"
- 1996 - no contest
- 1997 -  Țările de Jos - Total Touch - "Somebody Else's Lover"
- 1998 -  Italia - Alex Baroni - "Male che fa male"

- 1999 - no contest
- 2000 - no contest
- 2001 - no contest
- 2002 - no contest
- 2003 - no contest
- 2004 - no contest[4]

2005-2011 Sopot Music Festival Grand Prix (cu TVN)
- 2005 -  Polonia - Andrzej Piaseczny - "Z głębi duszy" (concurs polonez)
- 2006 -  Regatul Unit - Mattafix - "Big City Life"
- 2007 -  Polonia - Feel - "A gdy już jest ciemno"
- 2008 -  Suedia - Oh Laura - "Release Me"[4]
- 2009 -  Australia - Gabriella Cilmi - "Sweet About Me"[6]
- 2010 - no festival
- 2011 - no festival

2012- Sopot Music Festival Grand Prix (cu Polsat)
- 2012 -  Suedia - Eric Saade - "Hotter Than Fire"
- 2013 -  Franța - Imany - "You Will Never Know"

## Câștigătorii după țară
| Câștiguri | Țară           | An                                                          |
| --------- | -------------- | ----------------------------------------------------------- |
| 10        | Poland         | 1967, 1968, 1972*, 1979, 1984, 1990, 1994, 1995, 2005, 2007 |
| 4         | Soviet Union   | 1963*, 1972*, 1976, 1978                                    |
| 4         | United Kingdom | 1971, 1973, 1975, 2006                                      |
| 3         | Sweden         | 1985, 2008, 2012                                            |
| 3         | United States  | 1966, 1986, 1988                                            |
| 2         | Greece         | 1962, 1964                                                  |
| 2         | France         | 1963*, 2013                                                 |
| 2         | Canada         | 1965, 1970                                                  |
| 2         | Switzerland    | 1961, 1969                                                  |
| 2         | Finland        | 1974, 1980                                                  |
| 1         | Austria        | 1992                                                        |
| 1         | Italy          | 1998                                                        |
| 1         | Czechoslovakia | 1977                                                        |
| 1         | West Germany   | 1987                                                        |
| 1         | Latvia         | 1991                                                        |
| 1         | Lithuania      | 1993                                                        |
| 1         | Netherlands    | 1997                                                        |
| 1         | Norway         | 1989                                                        |
| 1         | Australia      | 2009                                                        |

*Mai mult de un câștigător în acel an.

## Câștigători selectați de alte premii și non-câștigători
- 1964 Karel Gott
- 1965 Eduard Khil
- 1966 Angela Zilia
- 1969 Karel Gott, Muslim Magomayev
- 1973 Transsylvania Phoenix, Lokomotiv GT
- 1974 Sofia Rotaru
- 1977 The Ritchie Family
- 1978 Drupi
- 1979 Demis Roussos, Boney M
- 1980 Gloria Gaynor
- 1984 Anne Veski, Charles Aznavour
- 1985 Shirley Bassey
- 1986 Bonnie Tyler
- 1987 Jose Feliciano
- 1988 Kim Wilde, Sabrina
- 1989 Savage, Blue System, C. C. Catch
- 1990 Ronnie Hawkins, Duo Datz, Erasure, Victor Lazlo, Curiosity Killed The Cat
- 1991 Dannii Minogue, Johnny Hates Jazz, Technotronic, Deacon Blue, Alison Moyet, Aztec Camera, Orchestral Manoeuvres in the Dark, Bros, Jimmy Somerville
- 1992 Kim Wilde, Bobby Kimball, Sonia, Marillion, Simone Angel
- 1993 Boney M, La Toya Jackson, Marc Almond, Helena Vondráčková, Jiri Korn
- 1995 Chuck Berry, Vanessa Mae, Annie Lennox
- 1996 The Kelly Family, Vaya Con Dios, Deep Forest, La Bouche
- 1997 Khadja Nin, Alexia, Secret Garden, Boyz II Men
- 1998 The Corrs, Chris Rea, Tanita Tikaram, Ace of Base, Era
- 1999 Lionel Richie, Whitney Houston
- 2000 Bryan Adams, Tina Turner, Helena Vondráčková
- 2001 Goran Bregovic, Lou Bega, UB40
- 2002 Zucchero, Garou
- 2003 Ricky Martin
- 2004 In-Grid, Kate Ryan, Patricia Kaas
- 2005 Patrizio Buanne, Lemar, Gordon Haskell, Scorpions, Simply Red
- 2006 Brainstorm, Andreas Johnson, Katie Melua, Elton John, Vanilla Ninja, Karel Gott, Helena Vondráčková, Demis Roussos, Drupi
- 2007 Norah Jones, Gloria Gaynor, The Village People, Hot Chocolate, Kool & The Gang, Sister Sledge, Sophie Ellis-Bextor, Thierry Amiel
- 2008 Samantha Fox, Sandra, Sabrina Salerno, Thomas Anders of Modern Talking, Kim Wilde, Limahl with Kajagoogoo and Shakin' Stevens
- 2009 Josef Hedinger, E.M.D., Oceana[7]